# Polynemoidea domestica
Polynemoidea domestica är en stekelart som beskrevs av Girault 1931. Polynemoidea domestica ingår i släktet Polynemoidea och familjen dvärgsteklar. Inga underarter finns listade i Catalogue of Life.